# Nachtigallensteig (Königsberg)

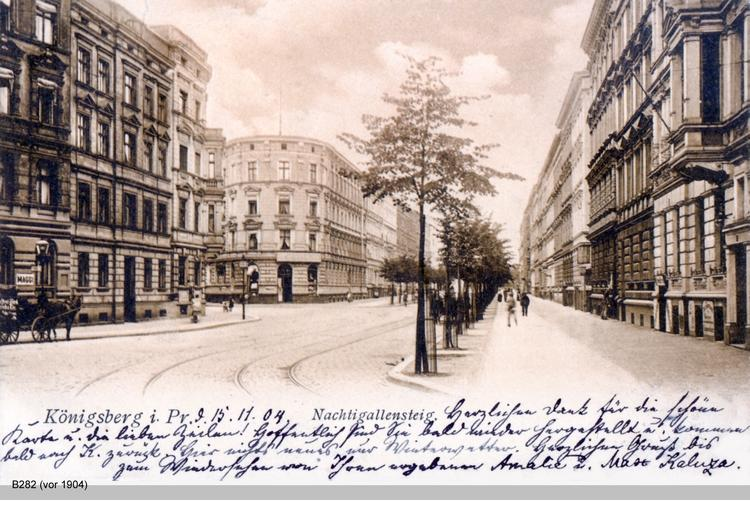
Nachtigallensteig in Königsberg (um 1900)

Der Nachtigallensteig war eine Straße in Königsberg (Preußen).
1884 verband sie die Schützenstraße mit der Wrangelstraße. An der Westseite lag das „Studentenfließ“. Die vielen in dieser Gegend lebenden Nachtigallen gaben dem Weg schon im 18. Jahrhundert seinen Namen, der später offiziell wurde. Kurfürst Friedrich III. nahm die Nachtigallen in seinen Schutz und verbot ihren Abschuss bei Androhung von 100 Talern Strafe.